# Сьюзен Деґнел
Маржері Кейтлін Мері Деґнел (англ. Margery Kathleen Mary Dagnall; 1910— 1 липня 1952) також знана як Сьюзен Деґнел (англ. Susan Dagnall) — редакторка видавництва George Allen & Unwin, яка відіграла важливу роль у публікації казки Джона Рональда Руела Толкіна «Гобіт, або Туди і звідти».

## Життєпис
Маржері Кейтлін Мері Деґнел народилася у 1910 році. Вищу освіту оздобувала у Товаристві домашніх студентів при Оксфордському університеті (з 1952 року — коледж Святої Анни), який закінчила зі ступенем бакалавра у 1932 році. Наступного року стала працювати редактором у видавництві George Allen & Unwin.
У кінці весни, або на початку літа 1936 року, Сьюзен Деґнел приїхала з Лондона до Оксфорду щоб уточнити у своєї колишньої однокурсниці Елейн Ґріффітс статус ревізії англосаксонської поеми «Беовульф», бо видавництво планувало її перевидати. Однак, виявилося, що Ґріффітс полишила цю справу і більше ніколи до неї не поверталася. Натомість вона розповіла про недописану казку її вчителя професора Толкіна і висловила думку, що вона варта публікації. Ґріффітс запропонувала Сьюзен Деґнел попрохати у автора машинопис казки для ознайомлення, що вона і зробила. Казка їй сподобалася і Деґнел заохотила професора Толкіна її закінчити та передати до видавництва. Вона проводила безпосередню роботу з автором під час підготовки казки до публікації. У вересні 1937 року, казка вийшла у видавництві George Allen & Unwin під назвою «Гобіт, або Туди і звідти».
Сьюзен Деґнел покинула роботу у видавництві незабаром після свого весілля у квітні 1939 року з Річардом Едмундом Ґріндлом. Вона загинула у автомобільній аварії 1 липня 1952 року.
У збірці листів Толкіна був опублікований лист професора до Сьюзен Деґнел, також він згадував її у своєму листі до Шарлоти та Деніса Плімера від 8 лютого 1967 року.